# 自分の説明書
自分の説明書（じぶんのせつめいしょ）とは、血液型占いの一種である。
自身に当てはまっている項目のチェックから自身の性格や様式を知ることのできる占いである。さまざまなメディアに登場しており、書籍、ゲームソフト、携帯電話の使用によるコミュニケーションができるサイト、しゃべる時計などが存在している。
これは2007年9月に文芸社から出版されたJamais Jamais（じゃめじゃめ）による著書『B型自分の説明書』に端を発する。同書は当初自費出版で1000部が出版されたが、山形県の書店から人気に火がつき、新聞・雑誌・テレビ番組・芸能人のブログなどでも取り上げられ、やがて全国的なベストセラーになる程の売り上げに至ったと共に、他の血液型も対象とした書籍が出版されるという形でシリーズ化した。2008年8月までに主要な血液型であるA型、B型、O型、AB型のすべての書籍が刊行され、2008年度のトーハン・日販・オリコンの年間ベストセラーランキングで4作がすべてトップ10入りした。文芸社によると2009年時点での累計発行部数はA型が135万部、B型が165万部、AB型が92万部、O型が148万部。2009年12月には『I型自分の説明書』も刊行された。また、2012年12月には「選択」をテーマにした続編が4冊同時発売された。

## 書籍シリーズ一覧
単行本
- Jamais Jamais『自分の説明書』文芸社 シリーズ既刊9巻
  - B型自分の説明書（発刊日ː2007年9月15日、ISBN 978-4-28-603202-3）
  - A型自分の説明書（発刊日ː2008年4月20日、ISBN 978-4-28-605003-4）
  - AB型自分の説明書（発刊日ː2008年6月20日、ISBN 978-4-28-605098-0）
  - O型自分の説明書（発刊日ː2008年8月5日、ISBN 978-4-28-605097-3）
  - I型自分の説明書（発刊日ː2009年12月20日、ISBN 978-4-28-608313-1）
  - 続B型自分の説明書（発刊日ː2012年12月15日、ISBN 978-4-28-612594-7）
  - 続A型自分の説明書（発刊日ː2012年12月15日、ISBN 978-4-28-612595-4）
  - 続AB型自分の説明書（発刊日ː2012年12月15日、ISBN 978-4-28-612596-1）
  - 続O型自分の説明書（発刊日ː2012年12月15日、ISBN 978-4-28-612597-8）

文庫版
- Jamais Jamais『文庫 自分の説明書』文芸社文庫 シリーズ既刊8巻
  - 文庫 B型自分の説明書（発刊日ː2011年2月15日、ISBN 978-4-28-610169-9）
  - 文庫 A型自分の説明書（発刊日ː2011年2月15日、ISBN 978-4-28-610170-5）
  - 文庫 O型自分の説明書（発刊日ː2011年2月15日、ISBN 978-4-28-610171-2）
  - 文庫 AB型自分の説明書（発刊日ː2011年2月15日、ISBN 978-4-28-610172-9）
  - 文庫 続B型自分の説明書（発刊日ː2015年12月4日、ISBN 978-4-28-616590-5）
  - 文庫 続A型自分の説明書（発刊日ː2015年12月4日、ISBN 978-4-28-616591-2）
  - 文庫 続AB型自分の説明書（発刊日ː2015年12月4日、ISBN 978-4-28-616592-9）
  - 文庫 続O型自分の説明書（発刊日ː2015年12月4日、ISBN 978-4-28-616593-6）